# Ian Hart

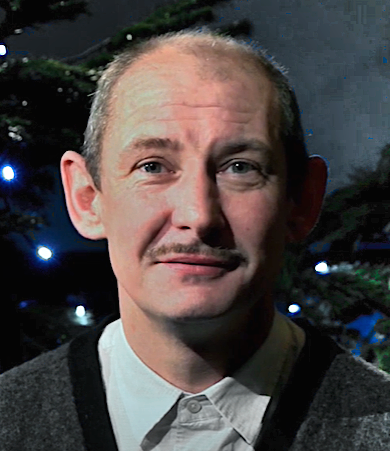
Ian Hart (2016)

Ian Hart (* 8. Oktober 1964 in Liverpool, Merseyside, England als Ian Davies) ist ein britischer Schauspieler.

## Leben
Der Enkel irischer Emigranten wurde als eines von drei Kindern einer katholischen Familie in Liverpool geboren. Er besuchte die Highschool in Liverpool und gehörte als Jugendlicher einer Theatergruppe an. Später studierte er Schauspiel am heute nicht mehr bestehenden Mabel Fletcher College in Liverpool. Danach war er als Theaterschauspieler unter anderem am Everyman Theatre in Liverpool beschäftigt. 1983 gab er, noch unter seinem Geburtsnamen Ian Davies, sein Kameradebüt in der Miniserie One Summer. Später wählte er den Künstlernamen Ian Hart.
In den 1990er-Jahren vergrößerte Hart seinen Bekanntheitsgrad als Schauspieler; er verkörperte John Lennon zunächst in dem Independentfilm The Hours and Times von 1991, dann drei Jahre später erneut in Backbeat, der die Anfänge der Beatles beschreibt. 1995 gab ihm Regisseur Ken Loach die Hauptrolle eines englischen Kommunisten in dem Film Land and Freedom über den Spanischen Bürgerkrieg. Im darauffolgenden Jahr wirkte Hart in einer Nebenrolle an dem Historienfilm Michael Collins mit, der den Irischen Unabhängigkeitskrieg thematisiert. 2000 verkörperte er den Vater einer irischen Arbeiterfamilie in dem Drama Liam von Stephen Frears.
Zu internationaler Bekanntheit gelangte Hart besonders durch seine Rolle als stotternder Professor Quirrell in Harry Potter und der Stein der Weisen aus dem Jahr 2001, dem ersten Teil der Harry-Potter-Verfilmungen. Neben weiteren Kinorollen übernahm er im Verlauf der 2000er-Jahre auch häufiger Hauptrollen in Fernsehproduktionen, so als Ludwig van Beethoven in dem preisgekrönten Fernsehfilm Eroica von 2003. In den Jahren 2002 und 2004 spielte er in zwei Sherlock-Holmes-Fernsehfilmen die Rolle des Dr. Watson. Von 2007 bis 2008 verkörperte er in der Serie Dirt eine der Hauptrollen. Bei BBC Radio 4 übernahm er 2009 in einer fünfteiligen Serie nach den Tom-Ripley-Romanen von Patricia Highsmith die Sprechrolle der Titelfigur. 2011 stellte er Adolf Hitler in dem BBC-Fernsehfilm The Man Who Put Hitler In The Dock dar, welcher den Anwalt Hans Litten zum Thema hatte.
Von 2013 bis 2015 wirkte Hart in der Teenagerserie My Mad Fat Diary in einer der Hauptrollen als Therapeut Kester Gill mit. Eine weitere Fernseh-Hauptrolle folgte von 2015 bis 2020 als Father Beocca in der mittelalterlichen Historienserie The Last Kingdom. Zwischenzeitlich hatte er eine größere Nebenrolle als kränkelnder Farmer in dem 2017 erschienenen Liebesdrama God’s Own Country. Er kam in den 2010er-Jahren auch vermehrt zu Einsätzen in amerikanischen Serien wie Boardwalk Empire, Marvel’s Agents of S.H.I.E.L.D., The Terror und Elementary.

## Persönliches
Hart ist mit einer Lehrerin verheiratet, das Paar hat 1996 und 2001 geborene Töchter.

## Auszeichnungen (Auswahl)
1995 erhielt Hart bei den Internationalen Filmfestspielen von Venedig den Coppa Volpi als Bester Nebendarsteller für seine Darstellung eines militanten Protestanten in Grenzenloser Hass (Nothing Personal), ein Drama über den Nordirlandkonflikt. Ebenfalls 1995 erhielt er einen Evening Standard British Film Award in der Kategorie Vielversprechendste Nachwuchsleistung für Backbeat. Seitdem war Hart unter anderem dreimal für den British Independent Film Award nominiert (2001, 2004, 2017).

## Filmografie (Auswahl)
- 1983: One Summer (Miniserie, 3 Folgen)
- 1985: No Surrender
- 1991: The Hours and Times
- 1992: EastEnders (Fernsehserie, 3 Folgen)
- 1994: Backbeat
- 1995: Land and Freedom
- 1995: Der Engländer, der auf einen Hügel stieg und von einem Berg herunterkam (The Englishman Who Went Up A Hill But Came Down A Mountain)
- 1995: E wie Ecstasy (Loved Up, Fernsehfilm)
- 1995: Grenzenloser Haß (Nothing Personal)
- 1996: Hollow Reed – Lautlose Schreie (Hollow Reed)
- 1996: Michael Collins
- 1997: Robinson Crusoe
- 1997: Butcher Boy – Der Schlächterbursche (The Butcher Boy)
- 1998: Monument Ave.
- 1998: Der Staatsfeind Nr. 1 (Enemy of the State)
- 1998: B. Monkey
- 1999: Lover oder Loser (This Year’s Love)
- 1999: Wonderland
- 1999: Das Ende einer Affäre (The End of the Affair)
- 2000: Longitude – Der Längengrad (Longitude, Miniserie)
- 2000: George Best – Ein Fußballgott im Abseits (Best)
- 2000: Liam
- 2000: Aberdeen
- 2000: The Closer You Get
- 2001: Harry Potter und der Stein der Weisen (Harry Potter and the Philosopher's Stone)
- 2002: Killing Me Softly
- 2002: Der Hund der Baskervilles (The Hound of the Baskervilles, Fernsehfilm)
- 2003: Den of Lions – Auf Messers Schneide (Den of Lions)
- 2003: Eroica – The day that changed music forever (Eroica, Fernsehfilm)
- 2003: In den Fängen der Gotteskrieger (Blind Flight)
- 2004: Wenn Träume fliegen lernen (Finding Neverland)
- 2004: Strings – Fäden des Schicksals (Strings, Stimme)
- 2004: Sherlock Holmes – Der Seidenstrumpfmörder (Sherlock Holmes and the Case of the Silk Stocking, Fernsehfilm)
- 2005: A Cock and Bull Story
- 2005: Breakfast on Pluto
- 2005: Ripley Under Ground
- 2005: Rag Tale
- 2005–2006: Elizabeth I – The Virgin Queen (The Virgin Queen, Miniserie, 4 Folgen)
- 2007: Intervention
- 2007–2008: Dirt (Fernsehserie, 20 Folgen)
- 2009: Mitten im Sturm (Within the Whirlwind)
- 2011: The Man Who Crossed Hitler (Fernsehfilm)
- 2011–2012: Luck (Fernsehserie, 9 Folgen)
- 2013: Bates Motel (Fernsehserie, 2 Folgen)
- 2013: Rogue (Fernsehserie, 9 Folgen)
- 2013: Marvel’s Agents of S.H.I.E.L.D. (Agents of S.H.I.E.L.D., Fernsehserie, Folge 1x03)
- 2013–2015: My Mad Fat Diary (Fernsehserie, 16 Folgen)
- 2014: Klondike (Miniserie, 6 Folgen)
- 2014: The Bridge – America (The Bridge, Fernsehserie, 7 Folgen)
- 2014: Boardwalk Empire (Fernsehserie, 4 Folgen)
- 2015–2020: The Last Kingdom (Fernsehserie, 28 Folgen)
- 2016: The Secret Agent (Miniserie, 3 Folgen)
- 2017: God’s Own Country
- 2018: The Terror (Fernsehserie, 9 Folgen)
- 2018: Elementary (Fernsehserie, Folge 6x16 Das unheimliche Tal der Puppen)
- 2018: Maria Stuart, Königin von Schottland (Mary Queen of Scots)
- 2020: Flucht aus Pretoria (Escape from Pretoria)
- 2020: Tin Star (Fernsehserie, 6 Folgen)
- 2021–2023: Moskito-Küste (The Mosquito Coast, Fernsehserie, 11 Folgen)
- 2022: Harry Potter 20th Anniversary: Return to Hogwarts (Fernsehspecial)
- 2022: The Responder (Fernsehserie, 4 Folgen)
- 2022: Marlowe
- 2023: Shoshana
- 2024: Mord auf Shetland (Shetland, Fernsehserie, 6 Folgen)
- 2024: Unschuldig – Mr. Bates gegen die Post (Mr Bates vs the Post Office, Miniserie)